# アラー・フセイン・アリー
アラー・フセイン・アリー（アラビア語: علاء حسين علي خفاجي الجابر、1958年1月1日 - ）は、イラク及びクウェートの軍人、政治家。

## 概要
アリーは、イラクとクウェートの二重国籍を持ち、イラクの政権政党バアス党に入党すると首都バグダードで学んだ。
1990年8月、イラクによるクウェート侵攻直前に中尉から大佐に昇進。イラクの傀儡政権である「クウェート共和国」の首相、軍最高司令官、国防相、内相に就任する（事実上の国家元首）。しかし、クウェート共和国はわずか1週間でイラクに併合され、アリーはイラク政府の4人目の副首相に就任する。
1991年、湾岸戦争の勃発と共にクウェートを逃れ、親族と偽名を用いてノルウェー・トルコで逃亡生活を送る。
1993年、クウェートの裁判所は、国家反逆の罪により死刑を宣告。
1998年、警察当局に拘束される。2000年1月、アリーはクウェートに送還され、無実を訴える。しかし同年5月3日、最高裁判所はアリーの反逆罪を確定した。2001年3月、終身刑に減刑。